# Nikare
Nikare was een farao van de 7e dynastie van de Egyptische oudheid. Zijn naam betekent "Degene die behoort aan de Ka van Re".
Van deze koning is zeer weinig bekend. Zijn naam komt voor in de Koningslijst van Abydos. Geen artefacten of overblijfselen zijn gevonden.

## Bron
- Www.phouka.com - voor de troonnaam